# Mortemer (Oise)
Mortemer település Franciaországban, Oise megyében. Lakosainak száma 220 fő (2022. január 1.). Mortemer Courcelles-Epayelles, Cuvilly, Hainvillers, Lataule, Méry-la-Bataille, Orvillers-Sorel és Rollot községekkel határos.

## Népesség
A település népességének változása:
| Lakosok száma | 212  | 221  | 227  | 224  | 223  | 223  | 223  | 220  | 220  |
|               | 2013 | 2015 | 2016 | 2017 | 2018 | 2019 | 2020 | 2021 | 2022 |